# Ciîstopillea, Jovkva
Ciîstopillea (în ucraineană Чистопілля) este un sat în comuna Zibolkî din raionul Jovkva, regiunea Liov, Ucraina.

## Demografie
Componența lingvistică a localității Ciîstopillea
     Ucraineană (100%)
Conform recensământului din 2001, toată populația localității Ciîstopillea era vorbitoare de ucraineană (100%).